# Cementerios (estación)
Cementerios es una estación ferroviaria que forma parte de la Línea 2 del Metro de Santiago de Chile. Se encuentra subterránea, entre las estaciones Einstein y Cerro Blanco. Se ubica en la intersección de la avenida Recoleta con Arzobispo Valdivieso, en la comuna de Recoleta.

## Entorno y características
Cementerios pertenece al segundo tramo de la extensión de la línea hacia el norte desde Puente Cal y Canto. El último tramo, que comprende desde la estación Einstein hasta Vespucio Norte, fue entregado a fines del 2006, conectando los extremos norte y sur de la avenida Circunvalación Américo Vespucio.
Presenta un flujo moderado y alto a excepción de las horas punta y fines semana porque están los cementerios General, Católico e Israelita. La estación posee una afluencia diaria promedio de 6075 pasajeros.
En su entorno, además de los citados camposantos, se encuentran variados restaurantes, un supermercado mayorista Alvi y una pérgola de flores.
El 20 de mayo de 2013 se amplió la operación expresa de la línea 2 en 4 estaciones: Einstein pasó a ser Verde, Dorsal quedó como Ruta Roja, mientras que Zapadores y Vespucio Norte pasó a ser Común.

### Accesos
| Acceso | Intersección                              |
| ------ | ----------------------------------------- |
| A      | Av. Recoleta con Av. Arzobispo Valdivieso |

## Origen etimológico
La estación se ubica enfrente del Cementerio General de Santiago, el más grande y más antiguo del país, famoso porque en él se encuentran las tumbas de los principales personajes de la historia de Chile, el Mausoleo Histórico y el Monumento a los Detenidos Desaparecidos de la dictadura militar (1973-1990) que encabezó el general Augusto Pinochet después de derrocar al gobierno del socialista Salvador Allende. 
Frente a este, se ubica el Cementerio Católico, el segundo más antiguo de la ciudad.

## Galería

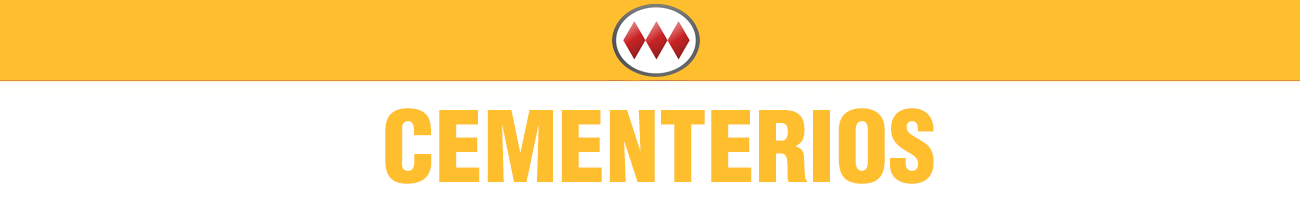
Cenefa utilizada actualmente en los andenes.
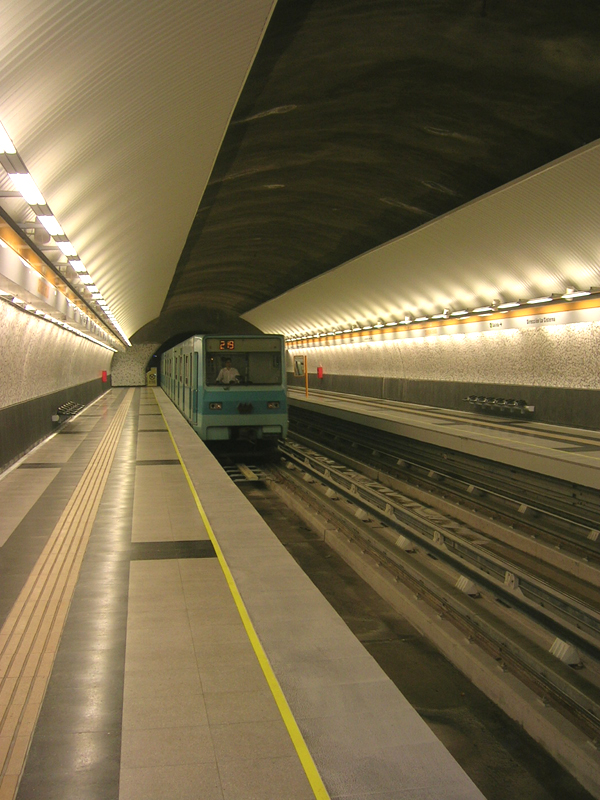
Tren Ns-74 entrando a la estación.
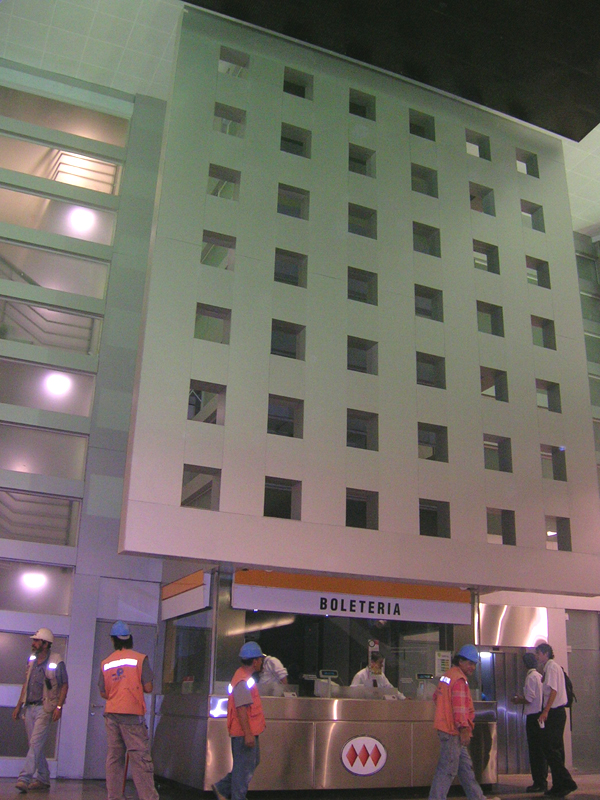
Boletería de la estación.
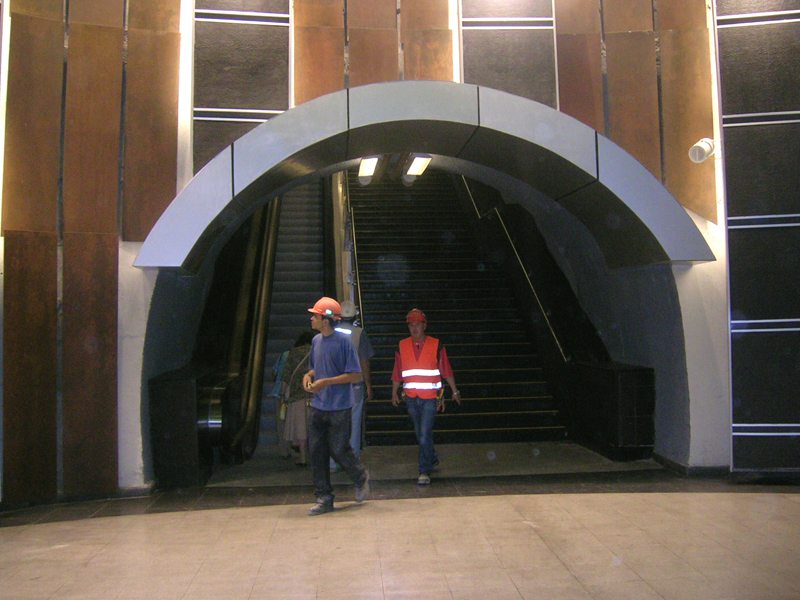
Boca de entrada y salida a mesanina de la estación.
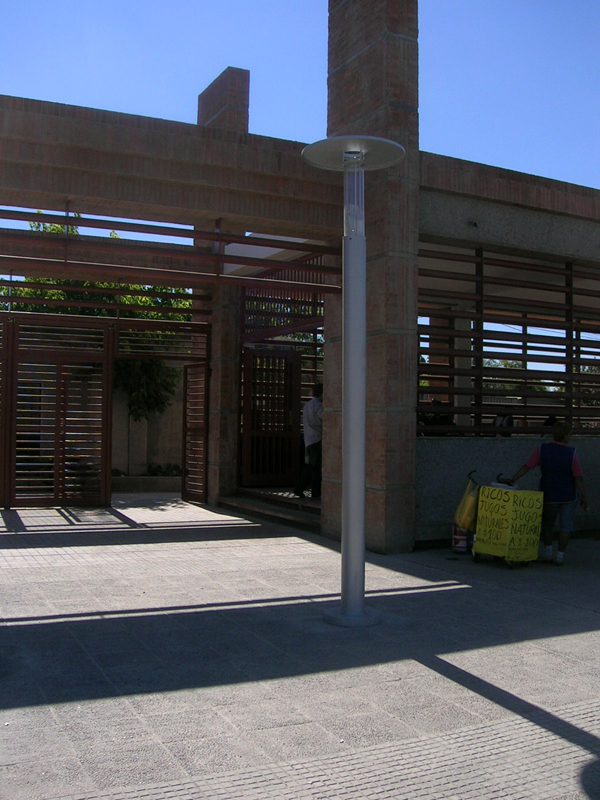
Acceso a la estación.
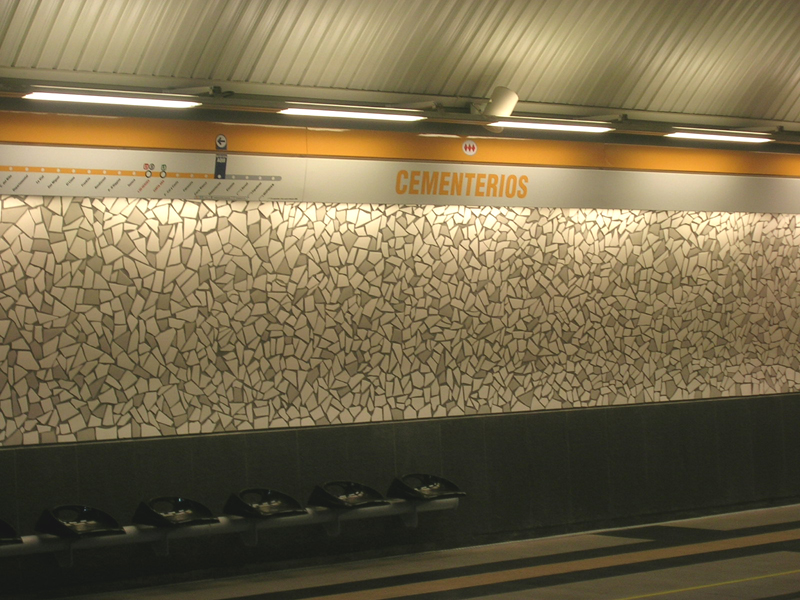
Andén.

## Conexión con Red Metropolitana de Movilidad
La estación posee 3 paraderos de la Red Metropolitana de Movilidad en sus alrededores, los cuales corresponden a:
| Paradero/ Código                     | Recorridos                                                |
| ------------------------------------ | --------------------------------------------------------- |
| Parada 1 / Metro Cementerios (PB755) | B02 (Centro) - B02n (Plaza Italia) - B17 (Huamachuco)     |
| Parada 2 / Metro Cementerios (PB322) | 203 (Av. Recoleta) - 203n (Huechuraba) - 208 (Huechuraba) |
| Parada 3 / Metro Cementerios (PB311) | 203 (La Pintana) - 203n (La Pintana) - 208 (Centro)       |